# 야마다촌 (오사카부 미시마군)
야마다촌(일본어: 山田村)은 일본 오사카부 미시마군에 설치되었던 촌이다. 현재의 스이타시, 이바라키시에 해당한다.